# Konitop
Konitop (dodatkowa nazwa w j. kaszub. Kònitop) – osada w Polsce położona w województwie pomorskim, w powiecie kościerskim, w gminie Lipusz.
Do końca 2015 roku stanowiła część wsi Lipusz.